# De Jonas
De Jonas, ook Hafkamp genoemd, is een buurtschap in de Nederlandse provincie Gelderland die enkele kilometers ten oosten van Vaassen en net ten westen van het Apeldoorns Kanaal ligt. De buurtschap ligt op de grens van de gemeenten Apeldoorn en Epe. De Jonas bestaat uit drie straten: De Jonasweg in de gemeente Epe en de Hafkamperenkweg en de Jonas in de gemeente Apeldoorn. Over het Apeldoorns Kanaal ligt de Jonasbrug, die naar de buurtschap is vernoemd. De naam Hafkamp komt in twee straten terug: de Hafkamperenkweg loopt vanaf de buurtschap naar het westen en de Hafkamperveldweg naar het oosten.

## Externe link

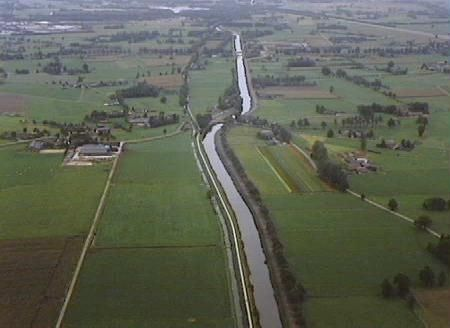
Apeldoorns Kanaal met links buurtschap de Jonas